# آدم جونز (لاعب كرة قاعدة)
آدم جونز (بالإنجليزية: Adam Jones)‏ (و. 1985  م) هو لاعب كرة قاعدة، من الولايات المتحدة، ولد في سان دييغو، كاليفورنيا، يلعب كلاعب دفاع ‏.

## روابط خارجية
- آدم جونز على موقع دوري كرة القاعدة الرئيسي (الإنجليزية)
- آدم جونز على موقع الدوري الياباني لكرة القاعدة (الإنجليزية)
- آدم جونز على موقعبيزبول رفرنس.كوم (الدوري الرئيسي) (الإنجليزية)
- آدم جونز على موقعبيزبول رفرنس.كوم (الدوري الثانوي) (الإنجليزية)
- آدم جونز على موقع إي إس بي إن.كوم (أم.أل.بي) (الإنجليزية)
- آدم جونز على موقع مشجعي الرسوم البيانية (الإنجليزية)